# Saint-Denis-Catus
Saint-Denis-Catus település Franciaországban, Lot megyében. Lakosainak száma 203 fő (2022. január 1.). Saint-Denis-Catus Boissières, Catus, Gigouzac és Uzech községekkel határos.

## Népesség
A település népessége az elmúlt években az alábbi módon változott:
| Lakosok száma | 201  | 187  | 171  | 202  | 186  | 172  | 181  | 200  | 200  | 203  |
|               | 1968 | 1982 | 1990 | 2006 | 2013 | 2015 | 2017 | 2019 | 2020 | 2022 |